# Crematogaster mottazi
Crematogaster mottazi är en myrart som beskrevs av Santschi 1928. Crematogaster mottazi ingår i släktet Crematogaster och familjen myror. Inga underarter finns listade i Catalogue of Life.